# قالماق‌قرغان
قالماق‌قرغان (به قزاقی: Kalmakkyrgan) یک رود در قزاقستان است که در استان قراغندی واقع شده‌است.